# راسلمينيا 31
راسلمينيا 31 (بالإنجليزية: WrestleMania 31)‏ هي النسخة الواحد والثلاثون من مهرجان الراسلمينيا انتجته شركة المصارعة العالمية الترفيهية وعرضته (ppv) شبكة الدبليو دبليو أي من سانتا كلارا كاليفورنيا ليبيس ستايديم في 29 مارس 2015.

## النتائج
|   | المباراة                                                                                       | الشرط                              | الفائز                               |
| - | ---------------------------------------------------------------------------------------------- | ---------------------------------- | ------------------------------------ |
| 1 | سيزارو مع تايسون كيد ضد لوس ماتادوريس ضد ذا أوسو ضد ذا نيو داي (كوفي كينغستون وبيغ إي)         | مباراة على لقب الزوجي              | سيزارو مع تايسون كيد                 |
| 2 | باتل رويال لتخليد أندريه العملاق                                                               | مباراة على كاس اندري العملاق       | بيج شو                               |
| 3 | باد نيوز باريت ضد ار-تروث ضد دين امبروز ضد لوك هاربر ضد دولف زيغلر ضد ستارداست ضد دانيال براين | مباراة سلالم على لقب القارات       | دانيال براين                         |
| 4 | سيث رولينز ضد راندي أورتن                                                                      | مباراة عادية                       | راندي أورتن                          |
| 5 | ستينغ ضد تربل اتش                                                                              | مبارة بدون قوانين                  | تربل اتش                             |
| 6 | أندرتيكر ضد براي وايت                                                                          | مباراة عادية                       | أندرتيكر                             |
| 7 | إيه جاي لي وبايج ضد ذا بيلا توينز                                                              | مباراة فرق                         | إيه جاي لي وبايج                     |
| 8 | روسيف ضد جون سينا                                                                              | مباراة على لقب الولايات المتحدة    | جون سينا (ألحق أول خسارة بروسيف      |
| 9 | سيث رولينز هزم بروك ليسنر ضد رومان رينز                                                        | مباراة على لقب العالم للوزن الثقيل | سيث رولينز صرف عقده وأصبح بطل العالم |

## روابط خارجية
- راسلمينيا 31 على موقع IMDb (الإنجليزية)
- راسلمينيا 31 على موقع قاعدة بيانات الفيلم (الإنجليزية)
- راسلمينيا 31 على موقع كينوبويسك (الروسية)